# Креольський соус

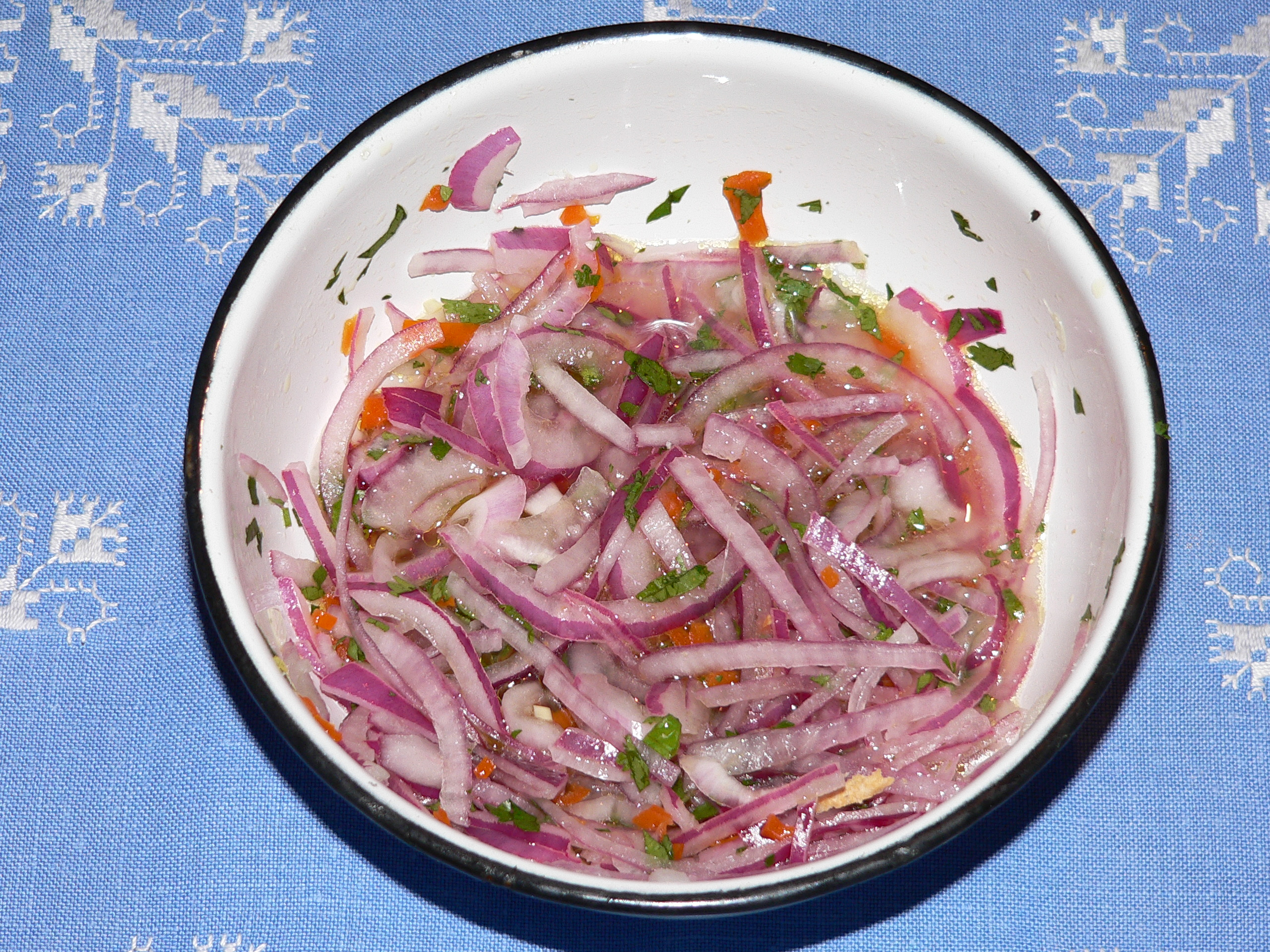
Креольський соус в Перу

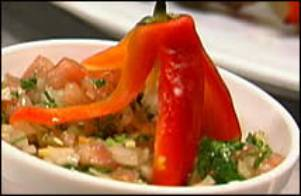
Креольський соус в Аргентині

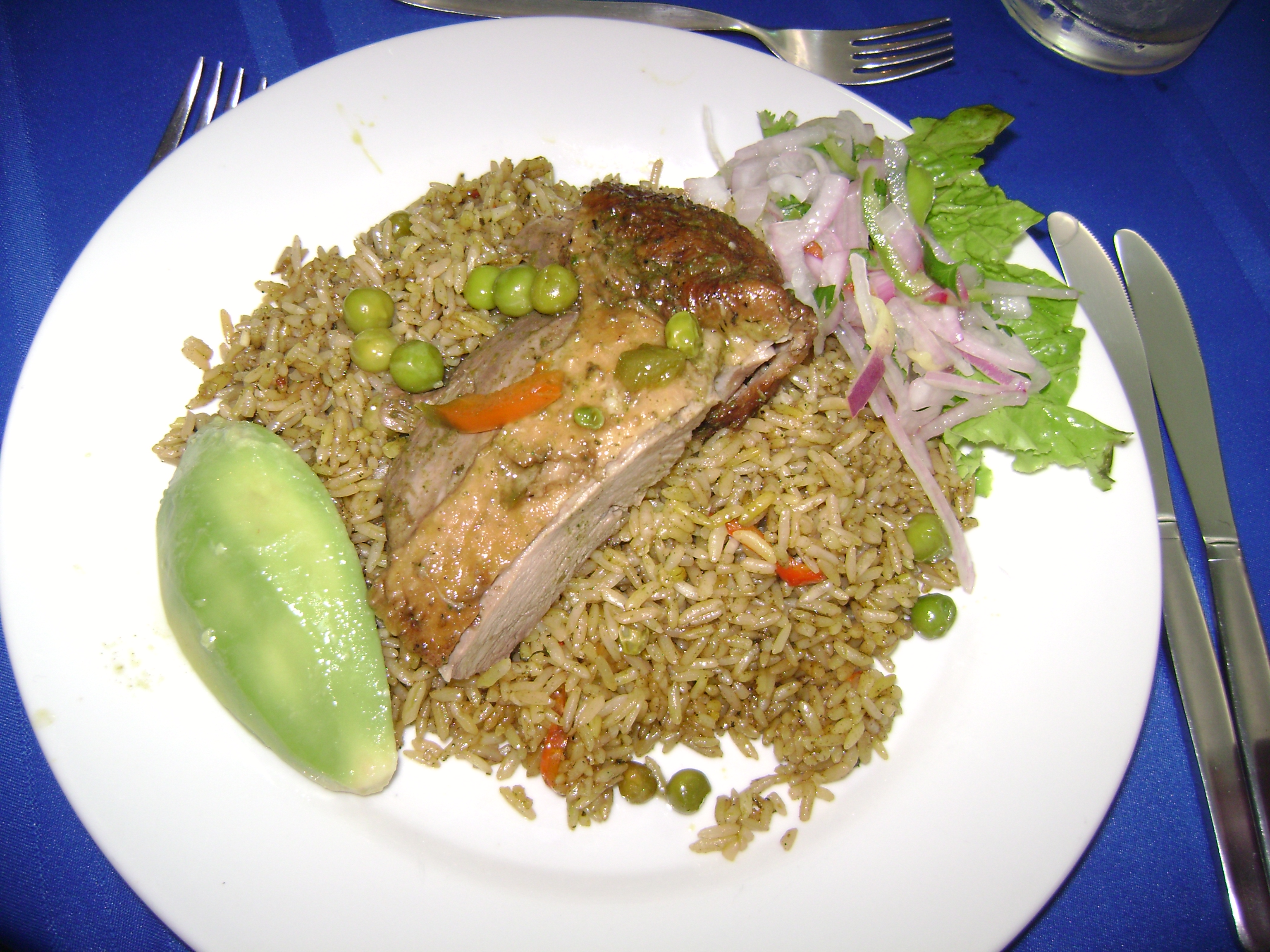
Креольський соус з качкою з рисом, Перу

Креольський соус, креольська сальса (ісп. salsa criolla) — страва латиноамериканської кухні, складається з дрібно нарізаної цибулі, оцту, помідорів, часнику, перцю чилі, болгарського перцю, оливкової олії, солі, перцю та  петрушки або кінзи. Завдяки простоті та економічній доступності інгредієнтів сальсу кріолла можна зустріти в багатьох культурах під різними назвами та з різними варіантами інгредієнтів. Зазвичай, сальса кріолла асоціюється з перуанською кухнею, але також зустрічається в кубинській, пуерто-риканській, нікарагуанській, уругвайській та аргентинській кухнях.
У Перу сальса кріолла (серед інших назв у вжитку є ісп. sarsa criolla, sarza criolla, zarza criolla) — холодний соус, який зазвичай подається до м'яса. Основа сальси — цибуля, червоний солодкий перець і помідор, оцет і олія. Також можуть використовуватись зелений солодкий перець, петрушка, часник тощо. Вживається сальса з різноманітними місцевими стравами.
В Аргентині та Уругваї сальса кріолла використовується як приправа (адобо (латиноамериканське)) до червоного мяса, асадо, субпродуктів чи для маринування. Сальса кріолла складається з різних дрібно нарізаних інгредієнтів, головним чином цибулі, болгарського перцю (червоного та/або зеленого) та помідорів, з оцтом та олією. В обох країнах її часто вживають разом з чимічурі.